# Distretto di Wang Sam Mo
Il distretto di Wang Sam Mo (in thailandese: วังสามหมอ) è un distretto (amphoe) della Thailandia, situato nella provincia di Udon Thani.